# 川西市立中央図書館
川西市立中央図書館（かわにししりつちゅうおうとしょかん）は、兵庫県川西市の複合商業施設・アステ川西内にある公立図書館である。

## 本館概要
川西市には1954年（昭和29年）の市制施行後も長らく常設の図書館がなく、公民館図書室がその機能を担っていたが1980年（昭和55年）より図書館の新設が検討され、常設館の設置に先立って1983年（昭和58年）より市内11か所を回る移動図書館「ともしび号」がサービスを開始した。
移動図書館サービス開始から8年後の1991年（平成3年）、川西能勢口駅前再開発に際して複合商業施設・アステ川西の上層階に入居する形で川西市立中央図書館として開館する。開館当時、民間施設との複合型で公立の中央図書館を設ける方式は珍しく、全国的に見ても1990年（平成2年）に開館した東京都町田市の町田市立中央図書館（ホテルの中層階に入居）など数館が存在するのみであった。開館から20年余りが経過し、書庫の増設が出来ない設計のため蔵書を確保するスペースの不足が問題となっている。
「中央」を称しているが市内に他の常設型分館はなく、10か所の公民館図書室で地域サービスを実施している。開館前からサービスを行っていた移動図書館は2009年（平成21年）に廃止された。
近隣市町の公立図書館は大半が月曜日を休館日としているが、本館は火曜日を休館日に設定している。その他、毎月末（土日と重なる場合は最終の金曜日）、特別整理期間（年に1週間前後）および年末年始も休館日となる。

## 施設
兵庫県川西市栄町25番地1号 アステ川西4・5階 郵便番号666-0033
- 4階 - 一般書・児童書
- 5階 - 調査相談室・視聴覚室

### 開館時間
- 平日 : 午前10時～午後7時
- 土曜・日曜・祝日 : 午前10時～午後5時

### 休館日
- 毎週火曜日（祝日の場合はその翌日）
- 館内整理日（毎月末日、12月は28日）※ただし、火曜日（祝日の場合はその翌日）・土曜・日曜・祝日と重なる場合は、その前日
- 年末年始（12月29日～1月3日）
- 特別整理期間

### アクセス
川西能勢口駅（阪急宝塚本線・能勢電鉄妙見線）より徒歩3分、川西池田駅（JR宝塚線）より徒歩5分。
- 地上から正面玄関のあるアステ川西4階まではエレベーターを利用。国道176号沿い入り口付近に図書館専用エレベーター2基あり。

## 公民館図書室
川西市では中央図書館の他に、以下の公民館で図書室を設けている。
- 中央公民館
- 川西南公民館
- 明峰公民館
- 多田公民館
- 緑台公民館
- けやき坂公民館
- 清和台公民館
- 東谷公民館
- 北陵公民館
- 黒川公民館（蔵書検索不可）

この他、大和行政センターでも図書の返却のみ可能である。

## 広域連携
阪神地区公共図書館協議会（阪図協）に加盟する阪神間8市町の相互協力により、伊丹市・宝塚市・尼崎市・西宮市・芦屋市・三田市・川辺郡猪名川町の公立図書館と共同で「阪神7市1町公共図書館広域利用システム」を構築している。該当する市町の住民は川西市民と同様に図書館の利用証が発行され、蔵書の貸し出しを受けられる。
また、阪図協加盟各館の他に川西市と府県境で隣接する大阪府池田市および豊能郡豊能町の公立図書館との間で個別に協定を結び、それぞれの市町の居住者を対象に相互貸し出しを実施している。
- 池田市立図書館：2015年（平成27年）3月1日開始[4]
- 豊能町立図書館：2018年（平成30年）1月4日開始[5]
  - 川西市・池田市・豊能町広域利用チラシ[6]